# Liopropomini
Tribu
Les Liopropomini sont une tribu de poissons téléostéens (Teleostei).

## Liste des genres
- Bathyanthias Günther, 1880
- Liopropoma Gill, 1861
- Rainfordia McCulloch, 1923